# Dagmar Švubová
Dagmar Palečková-Švubová (* 9. August 1958 in Nové Město na Moravě, Kraj Vysočina) ist eine ehemalige Skilangläuferin, die für die Tschechoslowakei startete.
Švubová trat 1980 bei den Olympischen Winterspielen in Lake Placid an. In den Einzelrennen über 5 Kilometer und 10 Kilometer belegte sie die Plätze 13 und 16. Mit ihren Kolleginnen Květoslava Jeriová, Blanka Paulů und Gabriela Svobodová erreichte sie im Staffelrennen über vier Mal 5 Kilometer den vierten Rang. Bei ihren zweiten Olympischen Winterspielen 1984 in Sarajevo landete sie im Rennen über 5 Kilometer auf dem 20. Platz. In der Staffel konnte sie mit ihren Teamkolleginnen Jeriová, Paulů und Svobodová die Silbermedaille gewinnen.
Bereits 1978 hat Švubová, damals noch unter ihrem Geburtsnamen Palečková, an der Nordischen Ski-WM teilgenommen. Zusammen mit Anna Pasiarová, Paulů und Jeriová erreichte sie im Staffelrennen den sechsten Platz. Bei der WM vier Jahre später wurde sie in den Einzelrennen über 5 Kilometer und 20 Kilometer 12. und 15. In der Staffel belegte sie Rang 5. Ihre letzte WM-Teilnahme hatte Švubová 1985, als sie über 20 Kilometer sowie in der Staffel antrat. Dabei erreichte sie die Plätze 20 und 5.
Švubová konnte im Laufe ihrer Karriere je einmal ein Rennen über 5 Kilometer beim Holmenkollen Skifestival sowie über 10 Kilometer bei den Lahti Ski Games gewinnen.
Bei den tschechoslowakischen Meisterschaften siegte Švubová fünfmal mit der Staffel (1979–1982, 1984) und einmal über 10 km (1986).
Švubová ist mit dem ehemaligen Skilangläufer und Olympiateilnehmer 1980 Jiří Švub verheiratet.